# Nicola Logroscino
Nicola Bonifacio Logroscino (Bitonto, 22 de octubre de 1698-Palermo, 1764) fue un compositor italiano, miembro de la escuela napolitana de ópera. 

## Biografía
Estudió en Nápoles, donde fue alumno de Francesco Durante. Compuso óperas serias y bufas, entre las que destacaron Quinto Fabio (1738), Il governatore (1747) y Giunio Bruto (1748). La mayoría se han perdido. Hacia 1748 se trasladó a Palermo. Su última ópera, La gelosia (1765), fue estrenada en Venecia.

## Óperas
- Lo creduto infedele (1735)
- Tanto ben che male (1738)
- Il vecchio marito (1738)
- Il Quinto Fabio (1738)
- Inganno per inganno (1738)
- La violante (1741)
- Amore ed amistade (1742)
- La Lionora (1742)
- Adriano (1742)
- Il Riccardo (1743)
- Il Leandro (1743)
- Ciommettella correvata (1744)
- Li zite (1745)
- Don Paduano (1745)
- Il governatore (1747)
- La Costanza (1747)
- Il Giunio Bruto (1748)
- La contessa di Belcolore (1748)
- Li despiette d'ammore (1748)
- A finta frascatana (1751)
- Amore figlio del piacere (1751)
- Lo finto Perziano (1752)
- La Griselda (1752)
- La pastorella scaltra (1753)
- L'Elmira generosa (1753)
- L'Olimpiade (1753)
- Le chiajese cantarine (1754)
- La Rosmonda (1755)
- Le finte magie (1756)
- I disturbi (1756)
- La finta 'mbreana (1756)
- La fante di buon gusto (1758)
- Le nozze (1760)
- Il Natale di Achille (1760)
- Perseo (1762)
- L'innamorato balordo (1763)
- Le viaggiatrici di bell'umore (1763)
- Il tempo dell'onore (1765)
- La gelosia (1765)